# Pongrce
Pongrce este o localitate din comuna Kidričevo, Slovenia, cu o populație de 133 de locuitori.